# 久保田有一
久保田 有一（くぼた ゆういち、1973年 - ）は、日本の脳神経外科医。医学博士（東京女子医科大学）。
留学時の経験から、NCSE（非痙攣性てんかん重積状態）の診断・治療の普及に努めている。

## 経歴
東京女子医科大学附属足立医療センター　副院長　脳神経外科教授・診療部長
1973年静岡県生まれ。山形大学医学部卒業後、東京女子医科大学脳神経センター脳神経外科に入局。国立精神・神経センター 武蔵病院（現・国立精神・神経医療センター）にて、てんかん学・てんかん外科について習得、その後アメリカ・クリーブランド病院てんかんセンターに留学し、翌年、卒業。その後フランス、マルセイユにあるティモン病院神経生理部門客員研究員として深部電極の研究を行った。TMGあさか医療センター脳神経外科統括部長、脳卒中・てんかんセンター センター長を経て、2020年、東京女子医科大学東医療センター勤務。2022年、東医療センターが足立区江北に移転、足立医療センターとして開院。准教授を経て脳神経外科教授・診療部長に就任。2025年、副院長に就任。
医学博士。日本脳神経外科学会専門医、日本てんかん学会専門医、日本臨床神経生理学会専門医、日本脳卒中学会専門医。大脳機能・辺縁系機能の解明、およびてんかん発作の伝播機序について研究を行う。
テレビ・ラジオへの出演をはじめ、新聞雑誌にも数多く執筆。また、てんかん協会「波の会」での講演、地域での市民公開講座などを積極的に開催するなど、てんかんの啓蒙活動に尽力する。

## 著書
- 『知っておきたいてんかんの発作』アーク出版、2014年 ISBN 978-4-86059-137-3
- 『高齢者てんかん』のすべて　アーク出版、2017年 ISBN 978-4-86059-174-8
- 『判読の基礎と手術への応用　脳波ギライを克服しよう！』　メジカルビュー社、2016年 ISBN 978-4-7583-1567-8
- 『脳出血・くも膜下出血診療読本』中外医学社、2016年 ISBN 978-4-4982-2856-6
- 『差がつく70歳からの病気』朝日新聞出版、2018年　ISBN 978-4-0233-1709-3
- 『脳卒中とその後遺症がよくわかる本 ――発症時の対処法から最新治療法まで』アーク出版、2020年　ISBN 978-4-8605-9217-2
- 『増補改訂新版　知っておきたい「てんかんの発作」』アーク出版、2025年　ISBN 978-4-86059-253-0

## 出演
・BSテレ東　教えて！ドクター　家族の健康　2022年10月29日［4］